# Micraira adamsii
Micraira adamsii är en gräsart som beskrevs av Michael Lazarides. Micraira adamsii ingår i släktet Micraira och familjen gräs. Inga underarter finns listade i Catalogue of Life.